# Margrit Thommen
Margit Thommen, född 1937/1938, schweizisk orienterare som blev europamästarinna individuellt 1964 och tog EM-silver i stafett samma år.